# Pristimantis fallax
Pristimantis fallax är en groddjursart som först beskrevs av Lynch och Jose Vicente Rueda-Almonacid 1999.  Pristimantis fallax ingår i släktet Pristimantis och familjen Strabomantidae. IUCN kategoriserar arten globalt som starkt hotad. Inga underarter finns listade i Catalogue of Life.